# Метелля Северин Модестович
Севери́н Моде́стович Мете́лля (Метелла; 20 або 28 вересня 1863, с. Новий Яричів, нині Кам'янка-Бузький район, Львівська область — 12 жовтня 1936, Новий Люблинець, нині село, гміна Чесанів, Любачівський повіт, Підкарпатське воєводство) — український греко-католицький священник, громадський діяч, посол до Державної Ради у Відні (Райхсрату, австрійського парламенту), Галицького крайового сейму, делеґат Української Національної Ради ЗУНР.

## Життєпис
Народився 20 вересня (за іншими даними — 28 вересня) 1863 року в с. Новий Яричів, нині Кам'янка-Бузький район, Львівська область, Україна. Батько — о. Модест Метелля (1835—1907), греко-католицький священник, був парохом села Цеперів. Дід — о. Йосиф Метелля (1809—1871), парох Куликова. Прадід — Симеон Метелля, наприкінці XVIII ст. переїхав проживати до Яворова з Варшави. Дядько — Йосип — служив у церквах Яворова та Куликова.
В Яричеві закінчив початкову школу. 1875/76 навчального року вчився у Львівській академічній гімназії, 1883-го закінчив гімназію. Поступив до Львівської духовної семінарії, 1887 року закінчив Перемишльську духовну семінарію, там висвячений на священика.
Працював адміністратором у селах Синява Сяноцького повіту, Острів біля Перемишля, з 1890 року — в парохії Любачева, 1893 — парох у Краковці, 1898 — почесний крилошанин, парох Люблинця Нового і Старого.
Його ініціативою в 1908 році завершується будівництво церкви Преображення Господнього в Новому Люблинці — до Другої світової війни було близько 2500 парафіян.
З його ініціативи заснована Чесанівська філія товариства «Просвіта» — був її керівником протягом 1907–1935 років.
У 1911–1912 роках був послом до Австрійського сейму. 1913–1914 років посол Галицького Сейму (округ Любачів — Чесанів, IV курія, входив до «Українського соймового клубу»). Під час Першої світової війни був інтернований в концтаборі Талєргоф.
Також був віце-маршалком повітової ради, членом повітової шкільної ради, шкільним інспектором.
Заснував та керував позичковою касою в Люблинці, яка мала обороти, рівні половині грошообігу цілого повіту.
18–19 жовтня 1918 року був обраний до складу Української Народної Ради ЗУНР як сеймовий посол. В часі постання ЗУНР отець Северин Метелля — разом з Юрієм Черкавським — парохом Дахнова, Олександром Коритком — парохом Щуткова, Василем Клосом і командиром Григорієм Ґонтарським постали в помочі борні УГА.
1927 року за його наполяганнями будується нова церква Преображення Господнього в Старому Люблинці — там було до 1500 прихожан. В школі Люблинця викладав релігію, історію, культуру та літературу.
Був радником (парохом-консультором) єпископської констисторії у Перемишлі, багато років — декан Чесанівський (або любачівський) входив до складу Львівського апостольського братства св. Павла.
Похований у родинному гробівці на цвинтарі Нового Люблинця поруч з дружиною.

### Сім'я
Дружина — Юлія Бачинська, донька о. Еміліяна Бачинського, пароха с. Макова Добромильського деканату, та його дружини Павлини Комарницької (ректор Львівського університету Йосиф Комарницький був її братом). Діти:
- Осип[6]— дружина Марія Ісаів
- Степан[6]
- Олімпія — дружина Олександера Левицького (?—1918), брата Костя Левицького,[7] потім — вчителя Родіона Дуркота; вчителювала в Старому Люблинці.[8]
- Ірина — дружина о. Мирона Колтунюка (1885—1943), замордованого членами «Батальйонів хлопських».[9]
- Олена — дружина о. Семена Круцька

## Джерело
- Кущак Д. Історія села Люблинець Новий. — Львів : Свічадо, 2010. — 560 с. — ISBN 978-966-395-408-0.
- Чорновол І. 199 депутатів Галицького Сейму. — Львів : Тріада плюс, 2010. — 228 с., іл. — (Львівська сотня).